# IFK Karlskrona
L'IFK Karlskrona è una squadra di pallamano maschile svedese, con sede a Karlskrona.